# HGV (Unternehmen)
In der HGV Hamburger Gesellschaft für Vermögens- und Beteiligungsmanagement mbH, kurz HGV, sind ein Großteil der Unternehmensbeteiligungen und zahlreiche Immobilien der Freien und Hansestadt Hamburg gebündelt. Die HGV gehört vollständig der Freien und Hansestadt Hamburg.

## Geschichte
Die heutige HGV wurde im Jahr 1974 unter der Firmierung Hamburger Gesellschaft für Beteiligungsverwaltung m.b.H. gegründet. Als Mitglied des Hamburger Senats war Wilhelm Nölling (SPD) von 1974 bis 1982 Vorsitzender des Aufsichtsrates der Hamburger Gesellschaft für Beteiligungsverwaltung. Geschäftsführer von 1989 bis 1996 war der Hamburger SPD-Bürgerschaftsfraktionsvorsitzende Günter Elste.
1999 änderte sich der Name der Staatsholding in HGV Hamburger Gesellschaft für Vermögens- und Beteiligungsmanagement mbH. Ab 2010 bzw. 2011 bis 2018 waren Rainer Klemmt-Nissen und Petra Bödeker-Schoemann (Grüne) Geschäftsführer der HGV. Ihnen folgten im Sommer 2018 bis dato Isabella Niklas und Oliver Jensen. Vorsitzender der Aufsichtsrates der HGV ist seit 2018 Finanzsenator Andreas Dressel (SPD).
Gemessen an der Wertschöpfung der größten Unternehmen in Deutschland lag die HGV 2018 auf Platz 42.

## Unternehmensziele
Die Unternehmensziele der HGV sind
- die Verrechnung der steuerlichen Ergebnisse der hamburgischen öffentlichen Unternehmen
- die Durchsetzung der vom Hamburger Senat vorgegebenen Ziele für die einzelnen öffentlichen Unternehmen
- die wirtschaftliche Nutzung und Weiterentwicklung ihrer Immobilien
- die Berücksichtigung sonstiger öffentlicher Interessen nach Vorgabe des Hamburger Senats[13]

In der Vergangenheit versuchte die Hansestadt ihren Haushalt durch Unternehmensverkäufe zu sanieren. Seit etwa 2008 wurden demgegenüber durch Hamburg über die HGV wieder Unternehmen zurückgekauft oder neu aufgebaut, insbesondere im Bereich der städtischen Energieversorgung. So erwarb die Stadt das zuvor verkaufte Strom- und Gasnetz sowie die Fernwärmeversorgung Hamburgs zurück und baute mit Hamburg Energie einen Strom- und Gasversorger neu auf.

## Konzernstruktur
Die Beteiligungen gliedern sich in die Bereiche Öffentlicher Personennahverkehr, Ver- und Entsorgung, Immobilien und Stadtentwicklung, Verkehr und Logistik und sonstige Beteiligungen. Zusätzlich ist die HGV Eigentümer von 145 Immobilien, die von Polizei, Feuerwehr (zusammen 136) und der Stiftung Historische Museen Hamburg (9) genutzt werden.

### Öffentlicher Personennahverkehr
- HHA – Hamburger Hochbahn AG (Anteil: 100 %): Dieses Verkehrsunternehmen betreibt die U-Bahn Hamburg, zahlreiche Buslinien in Hamburg, den ZOB – Zentraler Omnibusbahnhof Hamburg (HHA-Anteil: 69,2 %), sowie Hafenfähren (über HADAG Seetouristik und Fährdienst AG – HHA-Anteil: 100 %), die Alsterschifffahrt (ATG – Alster-Touristik GmbH – HHA-Anteil: 100 %) und die eigene Fahrzeug- und Servicetechnik mit der FFG – Fahrzeugwerkstätten Falkenried GmbH (HHA-Anteil: 100 %).
- VHH – Verkehrsbetriebe Hamburg-Holstein GmbH (Anteil: 94,19 %): Dieses Verkehrsunternehmen betreibt Buslinien in Hamburg und Umland. Außerdem ist die VHH an weiteren Verkehrsunternehmen in und um Hamburg beteiligt, z. B. der KViP – Kreisverkehrsgesellschaft in Pinneberg mbH zu 48 %, der RMVB Ratzeburg-Möllner Verkehrsbetriebe GmbH zu 76 % oder dem ZOB Hamburg zu 11,5 %. Weitere Eigentümer der VHH sind die vier schleswig-holsteinischen Kreise Pinneberg, Segeberg, Stormarn und Herzogtum Lauenburg über eine gemeinsame Beteiligungsgesellschaft mit 5,81 %.
- P+R Betriebsgesellschaft mbH (Anteil: 95 %): Die P+R Betriebsgesellschaft mbH betreibt 23 P+R-Anlagen mit rund 7400 Stellplätzen, 72 B+R-Anlagen mit rund 1500 Fahrradstellplätzen und ein gebührenpflichtiges Parkhaus beim Hagenbecks Tierpark. Weiterer Eigentümer mit 5 % ist der ADAC.

### Ver- und Entsorgung
- HWW – Hamburger Wasserwerke GmbH (Gesamtanteil: 100 %): Ein Anteil von 5,1 % wird direkt gehalten und 94,9 % indirekt über die 100%ige Tochtergesellschaft HWW – Beteiligungsgesellschaft mbH. Die Hamburger Wasserwerke GmbH beliefern etwa zwei Millionen Menschen in Hamburg und 21 Umlandgemeinden mit Trinkwasser. Über Beteiligungen werden weitere Aufgaben zur Wasser- und Energieversorgung erbracht (z. B. Hamburg Energie GmbH – HWW-Anteil: 100 %).
- Stromnetz Hamburg GmbH (Gesamtanteil: 100 %): Ein Anteil von 25,1 % wird direkt gehalten und 74,9 % indirekt über die 100%ige Tochtergesellschaft Hamburg Energienetze GmbH. Stromnetz Hamburg betreibt innerhalb des Stadtgebiets Hamburg das Stromverteilnetz mit einer Gesamtlänge von rd. 30.000 km. Nach einem Volksentscheid im Jahr 2013 wurden diese rekommunalisiert.[15]
- Gasnetz Hamburg (Anteil: 100 %): Gasnetz Hamburg betreibt das Erdgasnetz in großen Teilen des Stadtgebiets Hamburg auf einer Länge von rund 7.400 km.
- Wärme Hamburg GmbH (Anteil: 100 %, vor 2019 Anteil: 25,1 %; 74,9 % Vattenfall): Wärme Hamburg GmbH errichtet und betreibt in Hamburg Leitungen zur Verteilung von Fernwärme.
- Gesellschaft zur Beseitigung von Sonderabfällen mbH (Anteil: 50 %): Die Gesellschaft zur Beseitigung von Sonderabfällen betreibt eine Sonderabfalldeponie in Rondeshagen. Weiterer Eigentümer mit 50 % ist das Land Schleswig-Holstein.
- Bäderland Hamburg GmbH (Anteil: 100 %): Die Bäderland Hamburg GmbH betreibt 26 Hallen- und Freibäder, die Eissporthalle in Farmsen und verpachtet 4 weitere Freibäder.

### Immobilien und Stadtentwicklung
- SAGA Siedlungs-Aktiengesellschaft Hamburg (Anteil: 71,6 %): Die SAGA vermietet rund 91.000 Wohnungen, etwa 1.000 Gewerbeobjekten und ca. 32.000 Garagen und Stellplätze. Weiterer Eigentümer mit 28,4 % ist die Freie und Hansestadt Hamburg.
- GWG-Beteiligungsgesellschaft mbH (Anteil: 100 %): Die GWG-Beteiligungsgesellschaft hält 19,4 % der Anteile an den GWG Gesellschaft für Wohnen und Bauen, dessen übrige Anteile mit 80,6 % von der SAGA Siedlungs-Aktiengesellschaft Hamburg gehalten werden.
- Sprinkenhof GmbH (Gesamtanteil: 100 %): Ein Anteil von 5,1 % wird direkt gehalten und 94,9 % indirekt über die 100%ige Tochtergesellschaft spriag-Beteiligungsgesellschaft mbH. Die Gesellschaft bebaut und bewirtschaftet Grundstücke mit überwiegend gewerblicher Nutzung (Ende 2013: 3678 Objekte mit 8458 Mietverträgen).
- HGL Hamburger Gesellschaft für Luftverkehrsanlagen mbH (Anteil: 100 %): Die HGL vermietet eigene Grundstücke und Gebäude an die Airbus Operations GmbH.
- HafenCity Hamburg GmbH (Anteil: 100 %): Die Gesellschaft ist für die Entwicklung und Vermarktung der HafenCity verantwortlich.
- Kommanditgesellschaft Verwaltung Hamburgischer Gebäude VGH GmbH & Co. (Anteil: 0,5 %) und Komplementär Verwaltung Hamburgischer Gebäude VHG GmbH (Anteil: 100 %): Die VGH vermietet elf Immobilien an die Freie und Hansestadt Hamburg, z. B. Gerichtsgebäude am Sievekingplatz und die Gebäude der Bezirksämter in Altona, Bergedorf und Harburg. Weiterer Eigentümer der Kommanditgesellschaft mit 99,5 % ist die Freie und Hansestadt Hamburg.
- GMH Gebäudemanagement Hamburg GmbH (Anteil: 100 %): Die GMH bildet mit dem Landesbetrieb SBH Schulbau Hamburg einen Gleichordnungskonzern mit einer einheitlichen Geschäftsführung und wechselseitigen Geschäftsbesorgungen. Die GMH erbringt Bau- und Bewirtschaftungsleistungen für Schulen im Süden Hamburgs.
- SGG Städtische Gebäudeeigenreinigung GmbH (Anteil: 100 %): Die SGG reinigt städtische Bürogebäude, Schulen und Sporthallen.

### Verkehr und Logistik
- HHLA – Hamburger Hafen und Logistik AG (Gesamtanteil: 69,6 %): Ein Anteil von 50,7 % wird direkt gehalten und 18,9 % indirekt über die 100%ige Tochtergesellschaft HHLA – Beteiligungsgesellschaft mbH. Die übrigen Anteile befinden sich im Streubesitz. Die börsennotierte HHLA betreibt die Hafenlogistik in den Segmenten Container, intermodaler Verkehr und Logistik.
- Flughafen Hamburg GmbH (durchgerechneter Anteil: 51 %): Ein Anteil von 2,6 % wird direkt gehalten und 94,9 % indirekt über die 51%ige Tochtergesellschaft FHK Flughafen Hamburg Konsortial- und Service GmbH & Co oHG. Weiterer Eigentümer ist mit 2,5 % HAP Hamburg Airport Partners GmbH & Co KG. Die Flughafen Hamburg GmbH betreibt den internationalen Verkehrsflughafen in Hamburg.
- HHVA – Hamburg Verkehrsanlagen GmbH (Anteil: 100 %): Die HHVA betreibt die Straßenbeleuchtung und Verkehrssignalanlagen auf dem Hamburger Stadtgebiet.
- Hapag-Lloyd AG (Anteil: 23,6 %): Im Jahr 2008 beteiligte sich die HGV über das Hamburgische Seefahrtsbeteiligung „Albert Ballin“ GmbH & Co. KG an Hapag-Lloyd, seit 2013 wird die Beteiligung direkt gehalten.

### Sonstige Beteiligungen
- HMC – Hamburg Messe und Congress GmbH (Anteil: 100 %): Die HMC ist für die Organisation und Durchführung von Messen und Kongressen in der Hansestadt verantwortlich.
- Airbus Group (durchgerechneter Anteil: 0,78 %): Die HGV ist – neben Niedersachsen, Bayern und Bremen – Kommanditist der Galintis GmbH & Co. KG mit einer Beteiligungsquote von 45,45 %. Die Geschäftsführung übernimmt als Komplementär die KfW. Die Galintis ist wiederum Kommanditist der GZBV mbH & Co. KG, in der die deutschen öffentlichen Investoren 12 % (Frankreich ebenfalls 12 % und Spanien 4 %) der europäischen Beteiligungsstruktur an der Airbus Group halten.

## Ehemalige Beteiligungen
- Hamburg Commercial Bank (früherer Anteil: 6,1 %): Im November 2018 wurde die damalige HSH Nordbank als erste Landesbank privatisiert und für rund eine Milliarde Euro an eine amerikanische Investorengruppe unter Führung des US-Hedgefonds Cerberus verkauft.[16]
- Beiersdorf AG (früherer Anteil: 10 %): In den Jahren 2003 bis 2006 war die HGV auch zu 10 % an der Beiersdorf AG beteiligt, um eine Übernahme durch Procter & Gamble zu verhindern.[17]
- Aurubis AG (früherer Anteil: 5 %): Um im Jahr 2008 eine mögliche Zerschlagung der Aurubis AG (damals Norddeutsche Affinerie) zu verhindern, beteiligte sich die HGV kurzfristig mit 5 % an einem der größten Kupferproduzenten weltweit. Später wurde der Anteil mit 7,1 Mio. Euro Gewinn verkauft.[18]
- An der IMPF Hamburgische Immobilien Management Gesellschaft mbH war die HGV beteiligt. (Anteil: 100 %): Die IMPF Hamburgische Immobilien Management Gesellschaft wurde 2016 mit der Sprinkenhof GmbH verschmolzen. Sie vermietete 136 Polizei- und Feuerwehrobjekte sowie neun Museumsobjekte in Hamburg, die von der HGV gepachtet waren.[19]